# Кардозу, Мигел Фелипе
Мигел Филипе Нуньеш Кардозу (порт. Miguel Filipe Nunes Cardoso; род. 19 июня 1994, Сан-Себаштиан-да-Педрейра, Португалия) — португальский футболист, вингер «Кайсериспора».

## Клубная карьера

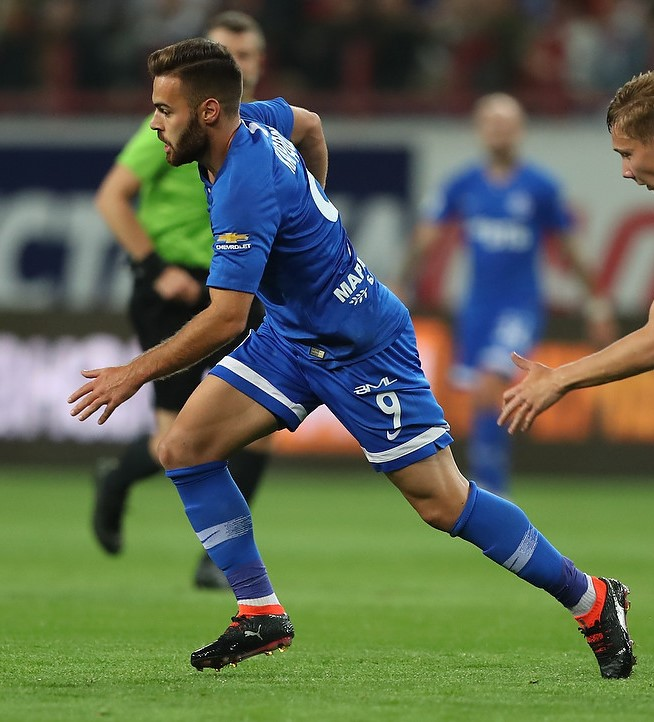
Кардозу в составе «Динамо»

Начал карьеру в футбольной академии клуба «Бенфика», поначалу играя в футзал и футбол «7 на 7». В 2011 году покинул столицу и выступал за молодёжные команды команд «Каса Пиа» и «Реал Келуш». В составе «Реала» дебютировал за профессиональном уровне в четвёртом дивизионе Португалии. В начале 2014 года Кардозу подписал контракт с испанским «Депортиво Ла-Корунья», где для получения игровой практики начал выступать за резервную команду «Депортиво Фабриль». 12 декабря 2015 года в матче против «Барселоны» дебютировал за основной состав в Ла Лиге, заменив во втором тайме Хуанфрана.
В начале 2016 году был отдан в аренду в «Униан Мадейра». 7 февраля в матче против «Морейренсе» дебютировал в Сангриш лиге.
Летом того же года на правах свободного агента перешёл в «Тонделу». 13 августа в матче против «Бенфики» дебютировал за новую команду. 11 декабря в поединке против «Насьонал Фуншал» Мигел забил свой первый гол за «Тонделу».
Летом 2018 года Кардозу перешёл в московское «Динамо», подписав контракт на 4 года. 2 сентября в матче против «Оренбурга» (2:0) дебютировал в РПЛ, заменив в конце игры Фёдора Черных. 14 сентября в поединке против столичного «Локомотива» Мигел забил первый гол за «Динамо».
19 февраля 2020 года на полгода уходит в аренду в «Тамбов». У Мигела получается сыграть на поле за новую команду лишь 5 минут в матче 1 марта против «Рубина».
Летом 2021 года Кардозу расторг контракт с «Динамо» по обоюдному согласию сторон. Вскоре после этого футболист подписал контракт к клубом Турецкой Суперлиги «Кайсериспором.